# Glat burre
Glat burre (Arctium lappa) er en toårig, 80-150 centimeter høj plante i kurvblomst-familien. Den har 3-4 centimeter store blomsterkurve, der sidder i en halvskærmlignende stand. Kurvsvøbbladene er glatte og alle hagekrummede i spidsen. Planten er i øvrigt mere eller mindre filtet-håret.

## Udbredelse i Danmark
I Danmark findes glat burre hist og her langs veje og ved bebyggelse. Den er dog sjælden i Vest- og Nordjylland. Blomstringen sker i juli til september.

## Glat burre som grønsag
Roden af glat burre spises som en grønsag i Japan og går under navnet Gobo.